# Paul Ihuel
Paul Ihuel (Pontivy, Morbihan, 2 de novembre del 1903 – París, 22 d'octubre del 1974) fou un polític bretó. A les eleccions legislatives franceses de 1936 fou elegit diputat per Morbihan pels Republicans Independents. En esclatar la guerra fou mobilitzat com a tinent d'infanteria i fou fet presoner pels alemanys, de manera que no va poder votar la cessió de poders al mariscal Philippe Pétain. A les eleccions legislatives franceses de novembre de 1946 fou elegit diputat per Morbihan dins les llistes del Mouvement Républicain Populaire, escó que va ocupar fins al 1974.
De 29 d'octubre de 1949 a 29 de juny de 1950 fou secretari d'estat d'agricultura en el govern de Georges Bidault. De 1947 a 1974 també fou alcalde de Berné, conseller general del cantó de Le Faouët i president del Consell General de Morbihan de 1947 a 1964.
Quan el 1951 es va constituir el Comité d'Estudi i de Relació dels Interessos Bretons (CELIB) a iniciativa de René Pleven, en fou nomenat vicepresident amb François Tanguy-Prigent i André Morice.